# Sámal
Sámal es una ciudad de la provincia de Dávao del Norte en Filipinas. Forma parte del área metropolitana de Dávao.
Según el censo de 2000, tiene 82 609 en 17 388 casas.
La ciudad es la unión de los tres municipios anteriores de Sámal, Babak y Kaputian.

## Barangayes
Samal se subdivide administrativamente en 51 barangayes.
| - Adecor - Anonang - Aumbay - Aundanao - Balet - Bandera - Caliclic (Dangkaan) - Camudmud - Canaán - Catagmán - Cawag - Cogón - Cogón (Talícod) - Dadatan - Del Monte - Guilon | - Kinawitnon - Libertad - Libuak - Licup - Limao - Linosutan - Mambago A - Mambago B - Miranda (Población) - Moncado (Población) - Pangubatan (Talícod I) - Peñaplata (Población) - Población (Kaputian) - San Agustín - San Antonio | - San Isidro (Babak) - San Isidro (Kaputian) - San José (San Lápuz) - San Miguel (Magamono) - San Remigio - Santa Cruz (Talícod II) - Santo Niño - Sion - Tagbaobo - Tagbay - Tagbitan-ag - Tagdaliao - Tagpopongan - Tambo - Toril |

## Historia

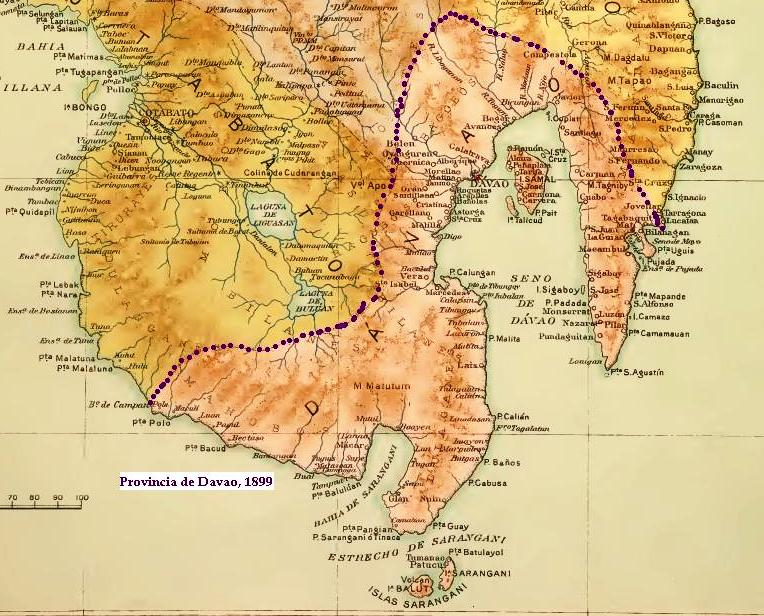
El Distrito 4º de Dávao en 1899.

El actual territorio de la provincia de Dávao del Norte fue parte de la provincia de Caraga durante la mayor parte del Imperio español en Asia y Oceanía (1520-1898).
A principios del siglo XX la isla de Mindanao se hallaba dividida en siete distritos o provincias.
El Distrito 4º de Dávao, llamado hasta 1858  provincia de Nueva Guipúzcoa, tenía por capital el pueblo de Dávao e incluía la  Comandancia de Mati. San José de Sámal, tal como entonces se conocía,  era una visita de Peña-Plata que entonces contaba con 1,818 almas.